# Épinonville
 Épinonville  es una población y comuna francesa, en la región de Lorena, departamento de Mosa, en el distrito de Verdún y cantón de Montfaucon-d'Argonne.

## Demografía
| 151 | 136 | 110 | 113 | 100 | 76 |
| Para los censos de 1962 a 1999 la población legal corresponde a la población sin duplicidades (Fuente: INSEE [Consultar]) |     |     |     |     |    |